# Palais Capponi alle Rovinate
Le palais Capponi alle Rovinate (ou delle Rovinate ou Capponi-da Uzzano) est un bâtiment historique du centre de Florence, situé 36 via dei Bardi dans le quartier Oltrarno.
Le palais figure sur la liste dressée en 1901 par la Direction générale des Antiquités et des Beaux-Arts, comme édifice monumental à considérer comme patrimoine artistique national, et est protégé par des restrictions architecturales depuis 1913.

## Histoire
La partie principale du palais a été construite au début du XVe siècle, commandée par Niccolò da Uzzano et conçue (selon le témoignage ultérieur et non corroboré de Giorgio Vasari) par Lorenzo di Bicci, qui, en tant que peintre, avait déjà peint des fresques pour la chapelle principale de l'église voisine de Santa Lucia.

Vue du palais Capponi depuis l'autre rive de l'Arno avant la création des quais

Il est achevé vers 1426. À la mort de Niccolò da Uzzano en 1432 et de son frère Agnolo en 1435 (tous deux sans héritiers), le palais passa par héritage à Niccolò Capponi (1406-1484) et, jusqu'au XVIIe siècle, à ses descendants directs.
Le nom « delle Rovinate (des ruinés) », trouve sa justification dans le Poggio dei Magnoli au-dessus, ruiné à plusieurs reprises avec toutes ses maisons, jusqu'au glissement de terrain désastreux de 1547 et aux dispositions conséquentes de Cosme Ier de Medicis qui interdisit les nouvelles constructions.

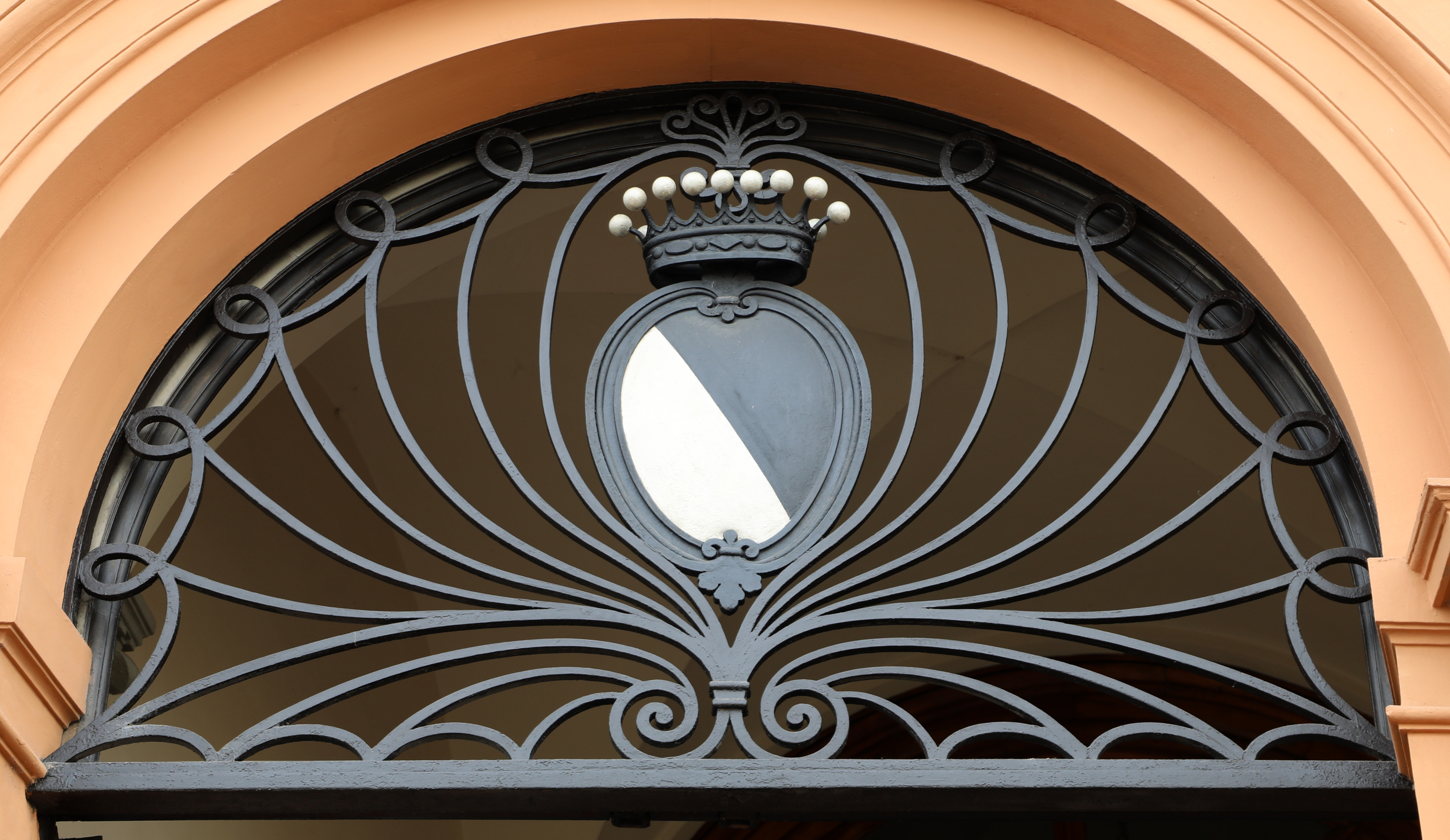
Armoiries des Capponi dans la grille du portail du XIXe siècle

Le bâtiment est, pour la période de sa fondation, d'une grande importance pour l'histoire de l'architecture florentine. Malgré l'adhésion à des solutions typiques de la tradition du XIVe siècle, ont été ici adoptées de nombreuses innovations qui anticipent le langage de la Renaissance ultérieure, notamment par Filippo Brunelleschi et Michelozzo di Bartolomeo.
Quant à la partie arrière du bâtiment donnant sur l'Arno, elle fut redessinée par Giuseppe Poggi entre 1870 et 1873 dans un style néo-Renaissance, coïncidant avec la création du Lungarno, et pour le compte des comtes Luigi et Ferdinando Capponi.

## Description

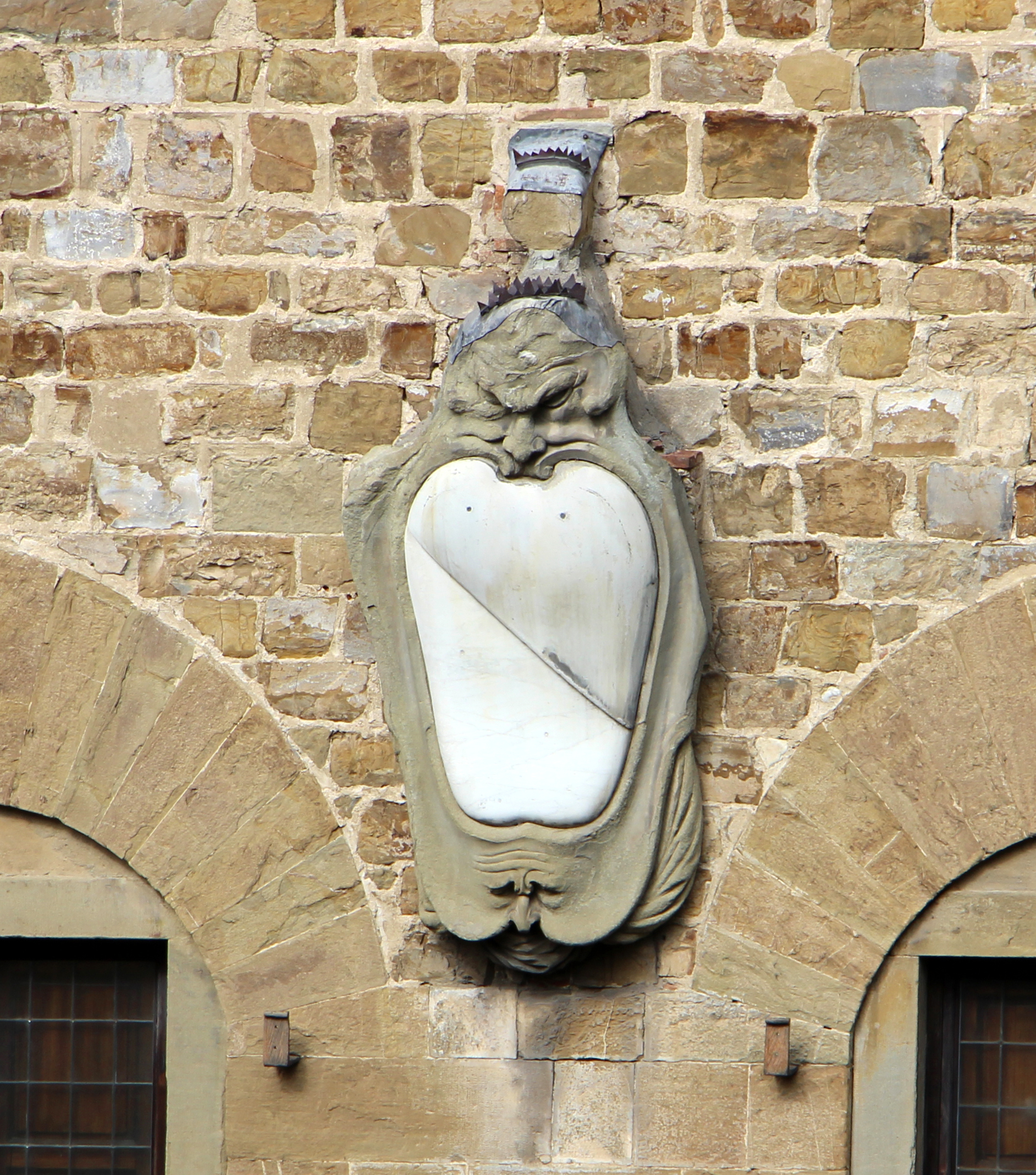
Armoiries Capponi sur la façade

### Façade sud

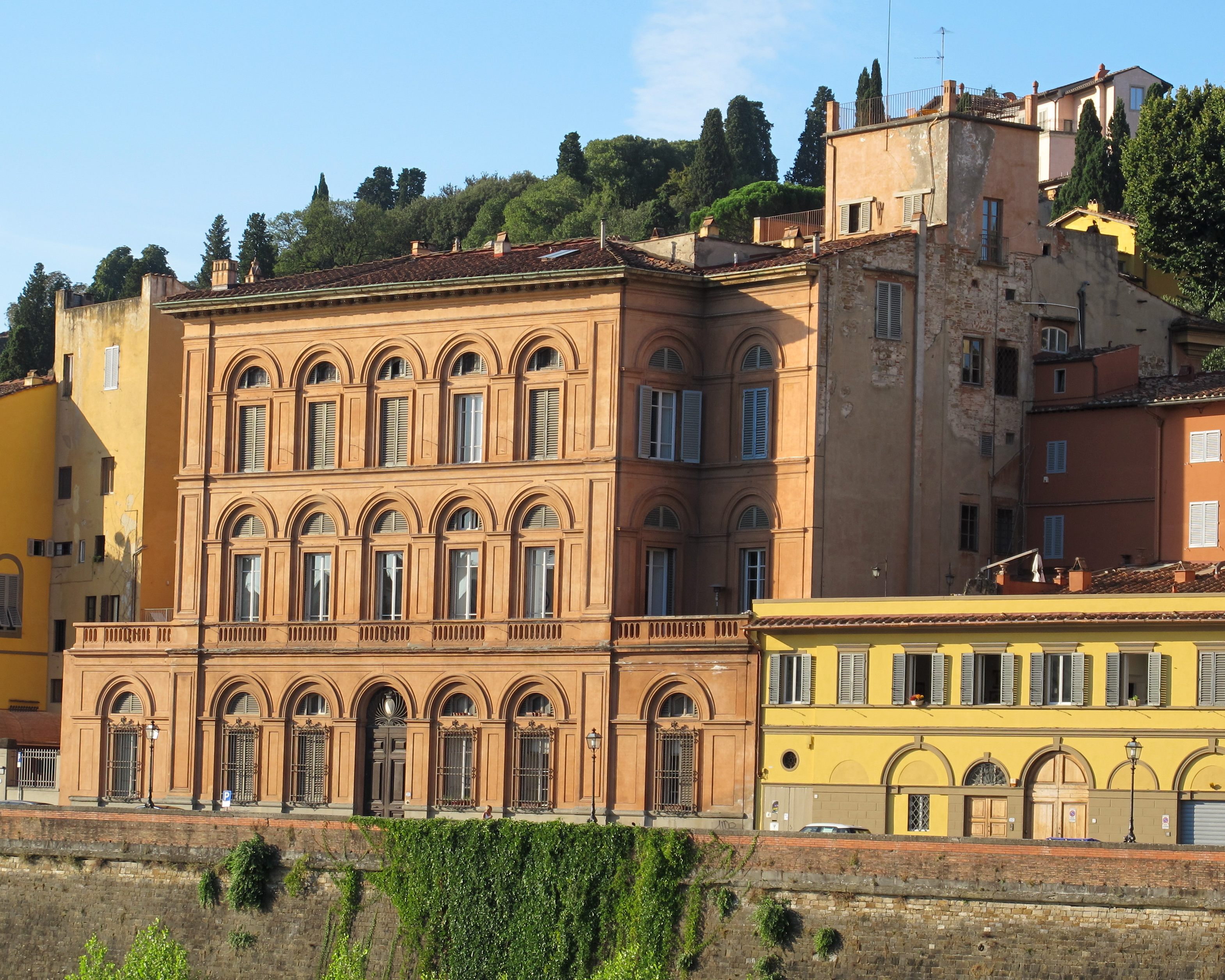
La façade du XIXe siècle sur Lungarno Torrigiani

Giuseppe Poggi « pour conserver l'éclairage approprié des anciennes pièces intérieures, a imaginé et créé deux terrasses latérales en les plaçant à la hauteur du premier étage, et celles-ci, en plus d'obtenir l'effet souhaité par le talentueux architecte et constituant en elles-mêmes l'achèvement du piano nobile, ouvre deux vues suggestives sur toute cette belle partie du Lungarni » ,.

### Cour

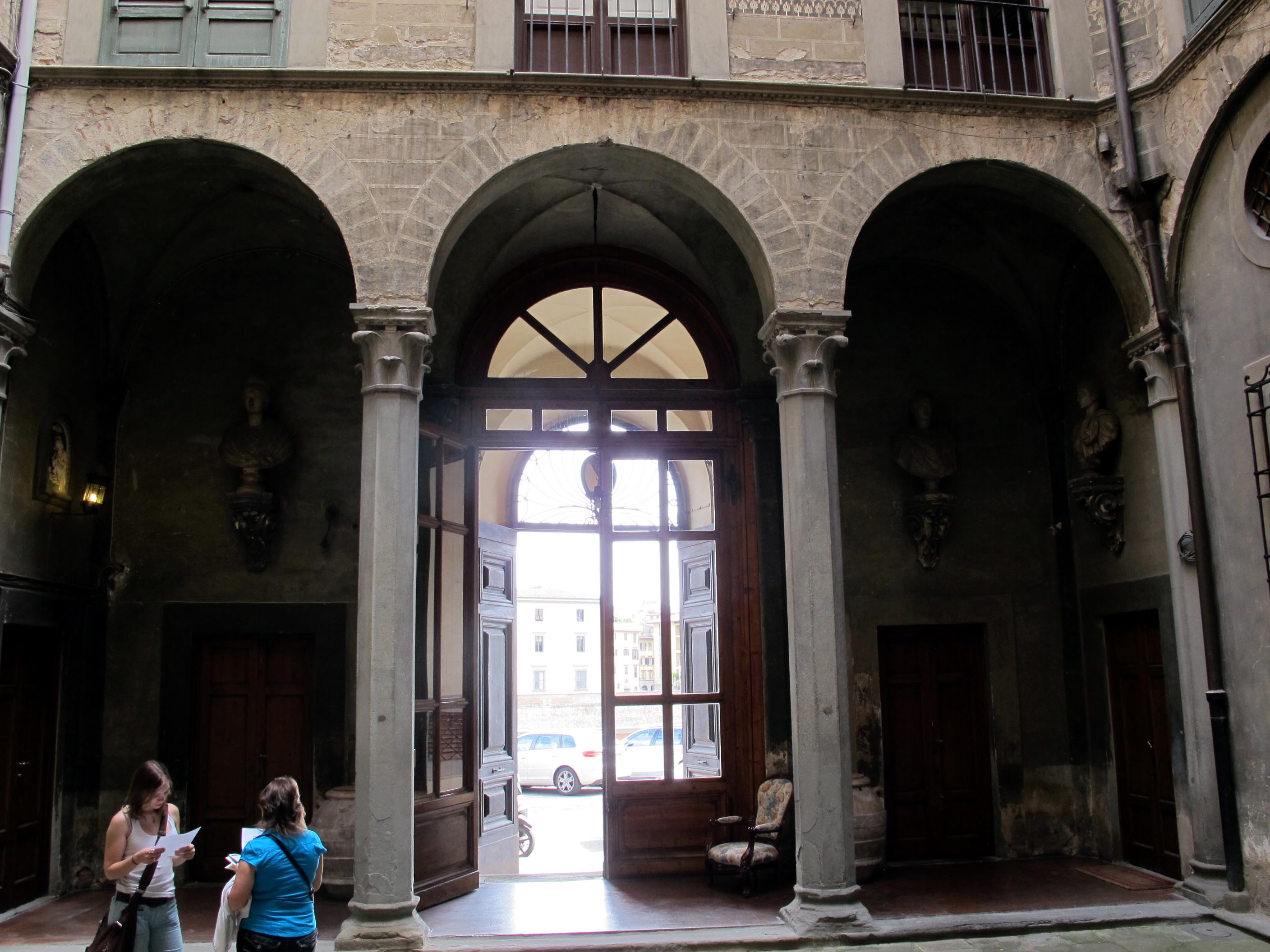
Cour

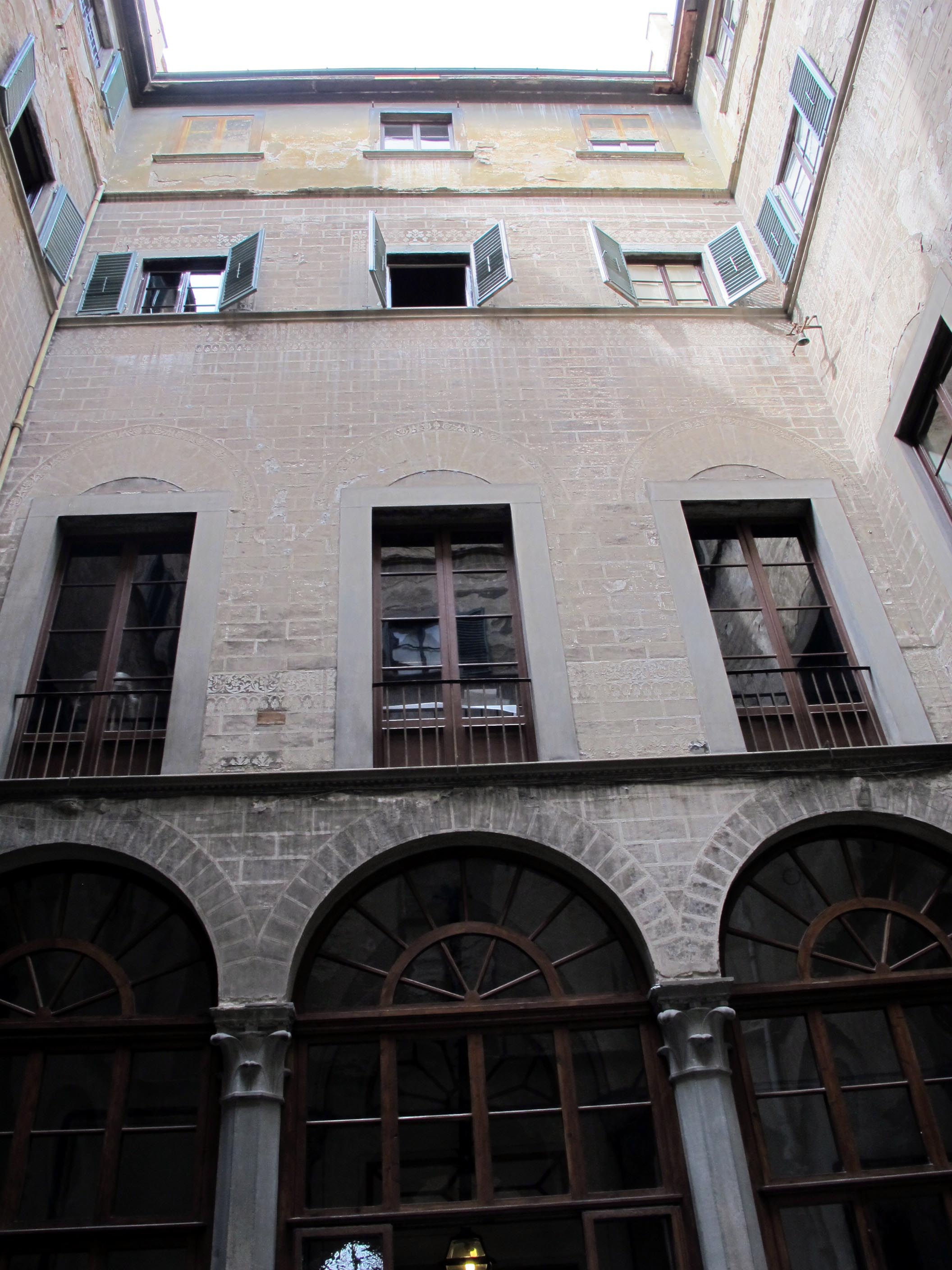
Cour

D'une grande importance est la cour, qui précède de quelques décennies une typologie qui s'imposerait comme un élément majeur du palais de la Renaissance : les piliers octogonaux ont une forme très élancée, avec les chapiteaux décorés de feuilles stylisées, sur lesquelles reposent les voûtes d'arêtes : les éléments sont médiévaux, mais l'harmonie de l'ensemble exprime déjà en germe la sensibilité de la Renaissance. Les sgraffites remontent en partie aux années 1550, et à l'origine il y avait des portiques de chaque côté, aujourd'hui comblés sur deux côtés et fermés par une loggia sur le troisième au XVIIIe siècle.

### Intérieur
Dans l'entrée de la Via de' Bardi, subsiste une fresque ancienne, peut-être de Lorenzo di Bicci, qui représente deux personnages ailés brandissant les armoiries d'Uzzano ; la fresque du portrait de Niccolò da Uzzano date de 1703 et s'inspire du buste de Niccolò da Uzzano de Donatello. À l'intérieur, au pied de l'escalier, se trouve un lion en porphyre rouge réalisé par un sculpteur antique, œuvre romaine du IIe siècle après J.-C. : son pendant se trouve aujourd'hui au Metropolitan Museum de New York.
À l'intérieur de l'appartement, au premier étage, il y a une petite chapelle réaménagée au XVIIIe siècle, avec, sur l'autel, un panneau de Pontormo représentant la Vierge à l'Enfant, autrefois façade de la chapelle Capponi de l'église Santa Felicita, et le vitrail original du Transport au Sépulcre de Guillaume de Marcillat (1506) de la même chapelle (où une copie moderne est exposée). Le palais conserve également le modèle en terre cuite de la façade en bronze que le sculpteur Ferdinando Tacca a modelé pour l'église de Santo Stefano al Ponte.

## Bibliographie

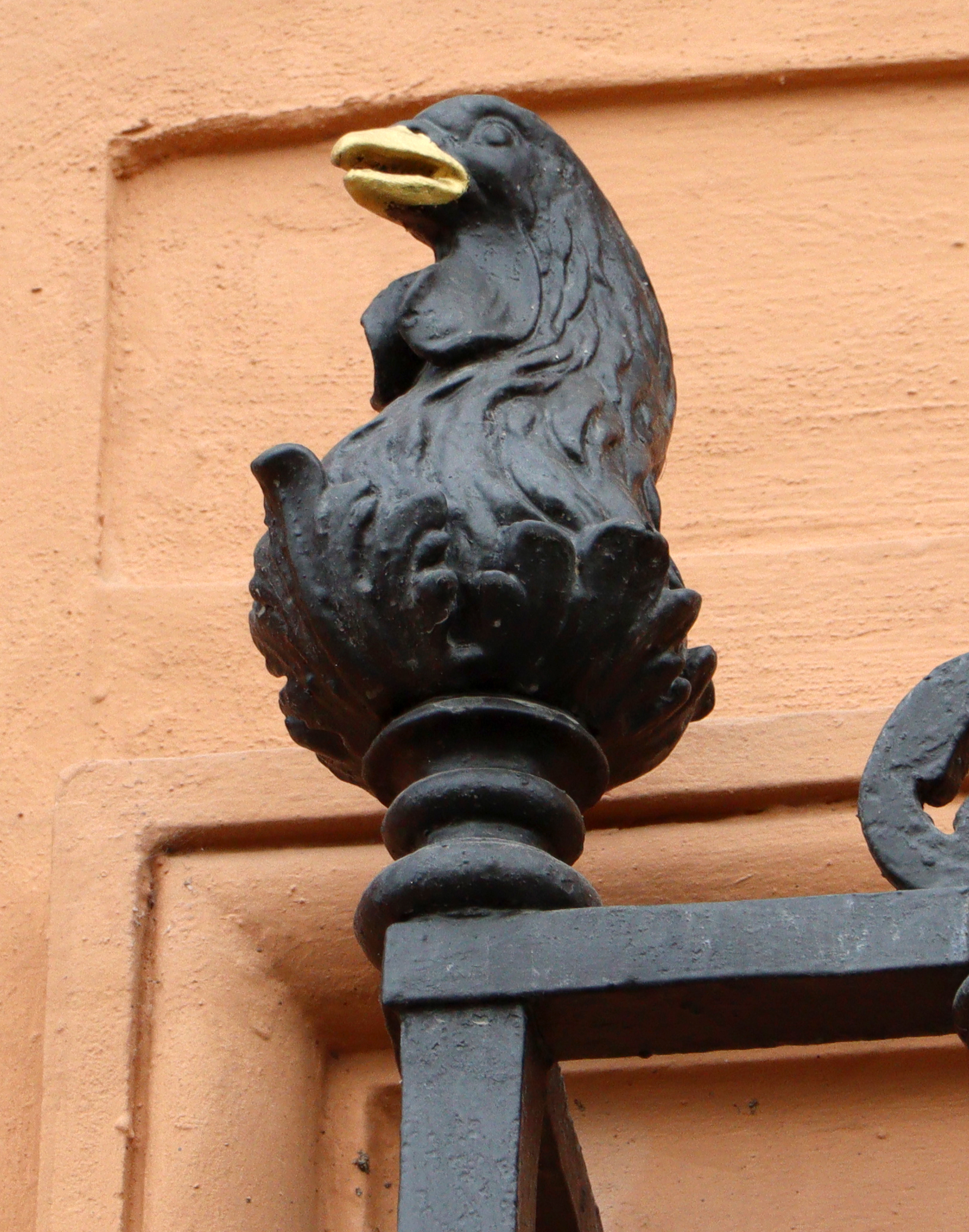
Tête de chapon sur une fenêtre côté Arno

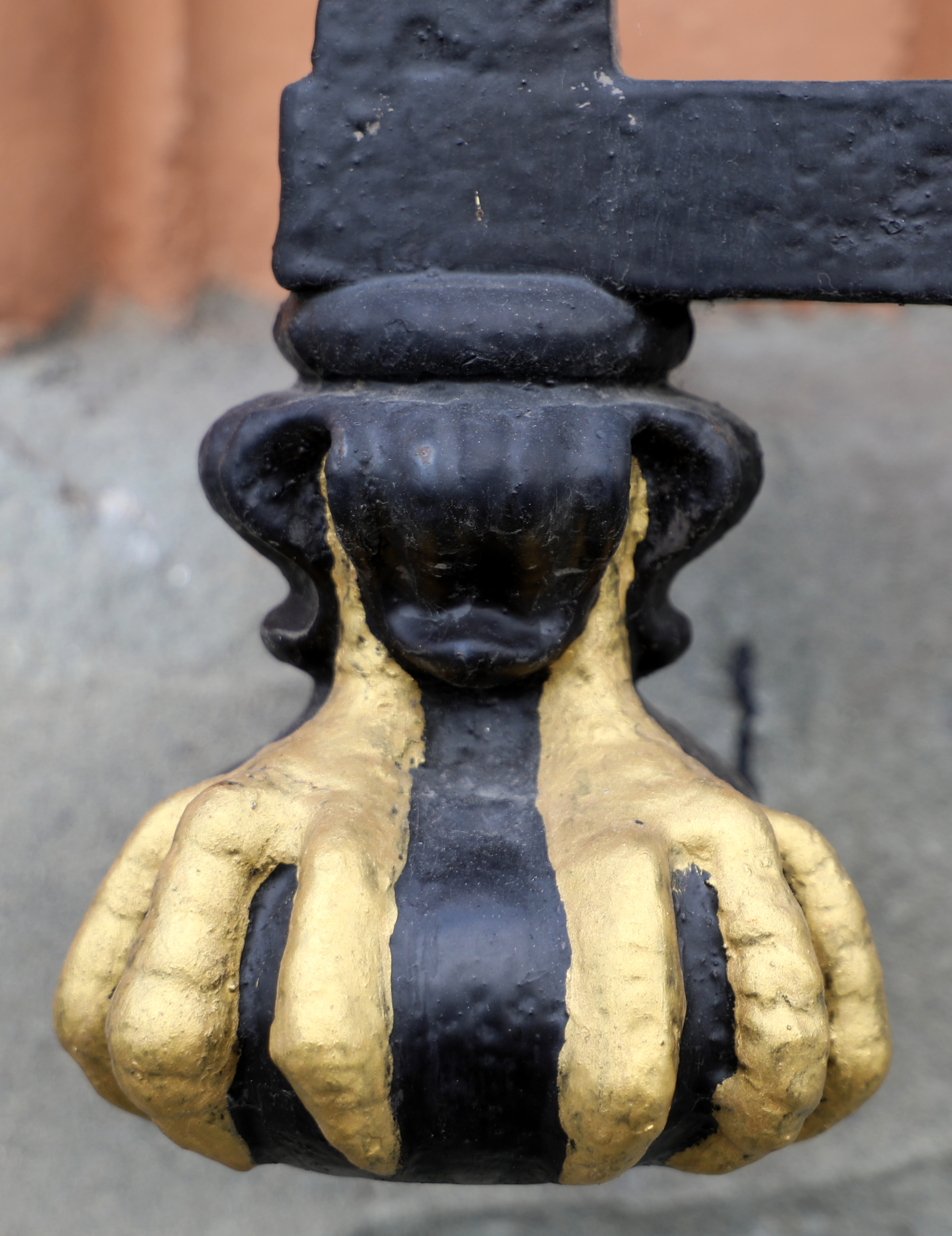
Pieds de chapon à la base de la même fenêtre